# Ажиматов, Заирбек
Заирбек Ажиматов(кирг. Зайырбек Ажыматов; 27 мая 1976, с. Ак-Джол, Ошская область Киргизская ССР (сейчас Аксыйского района Джалал-Абадской области, Кыргызстан) — 29 апреля 2020, Бишкек) — киргизский поэт, журналист, публицист. Заслуженный деятель культуры Киргизской Республики (2019).

## Биография
После окончания в 1998 году факультета журналистики Киргизского национального университета им. Баласагына работал в газете «Асаба», в изданиях «Кыргыз Туусу», «Бишкек таймс», «Жаны агым» и на радиостанциях КТРК. Сотрудничал с Радио «Азаттык». Стал известным благодарям публицистическим статьям в республиканских средствах массовых информаций, где поднимал актуальные общественно-социальные вопросы, умело раскрывал вопросы, касающиеся неповторимости национальной культуры и духовности. Вместе с тем он широко известен среди любителей литературы как талантливый поэт, который смог оставить после себя значимые произведения.
Известен в Кыргызстане своими патриотическими стихами. На ряд его произведений написана музыка, которая впоследствии стала популярной среди народа. Обогатил национальную киргизскую поэзию новым взглядом и новым мировоззрением.
Автор сборников стихов «Жалгыздык» («Одиночество», 1996), «Мелмил» («Безмятежность», 2005), «Нөлү көп жылдар» («Нулевые годы», 2011) и «Жүрөктөгү бороон» («Буря в сердце», 2019).
Творчество поэта было высоко оценено. В 2019 году удостоен звания Заслуженного работника культуры Кыргызской Республики за внесенный весомый вклад в киргизскую культуру.
Он был лауреатом премии имени Алыкула Осмонова, а также лауреатом премии по печати международной организации ТҮРКСОЙ.
Скончался 29 апреля 2020 года, похоронен на Ала-Арчинском кладбище.